# Cal Llangot
Cal Llangot és una casa situada al Passeig Joan Brudieu de la Seu d'Urgell a l'Alt Urgell que està protegida com a Bé Cultural d'Interès Local.

## Descripció
Edifici aïllat amb zona enjardinada que ocupa tota una illeta. Es tracta d'una construcció de planta rectangular i quatre altures, planta baixa, dos pisos i golfes. No es segueix una estructura simètrica en les obertures, i es poden identificar alguns elements decoratius de gust classicista com les pintures murals situades en dues llindes de finestres situades a la façana que dona al jardí i a la façana del carrer de l'Orri. S'utilitzen altres elements arquitectònics rellevants com l'arc en sardinell de maó o les tribunes suportades per grans cartel·les mixtilínies a la façana del Passeig Brudieu.
Aquest immoble, juntament amb altres emplaçats al Passeig Joan Brudieu, són exemples de construccions realitzades a la moda de les grans vil·les clàssiques.